# Smultronmyrten
Smultronmyrten (Ugni molinae är en myrtenväxtart som beskrevs av Porphir Kiril Nicolai Stepanowitsch Turczaninow. Smultronmyrten ingår i släktet Ugni och familjen myrtenväxter. Inga underarter finns listade i Catalogue of Life.

## Bildgalleri

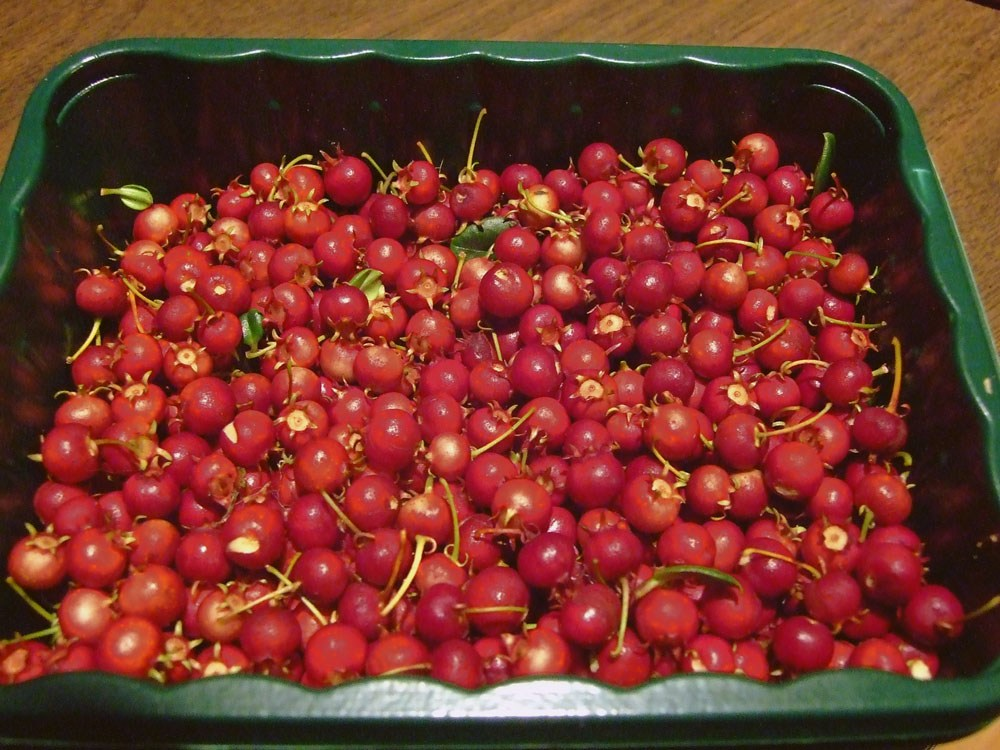
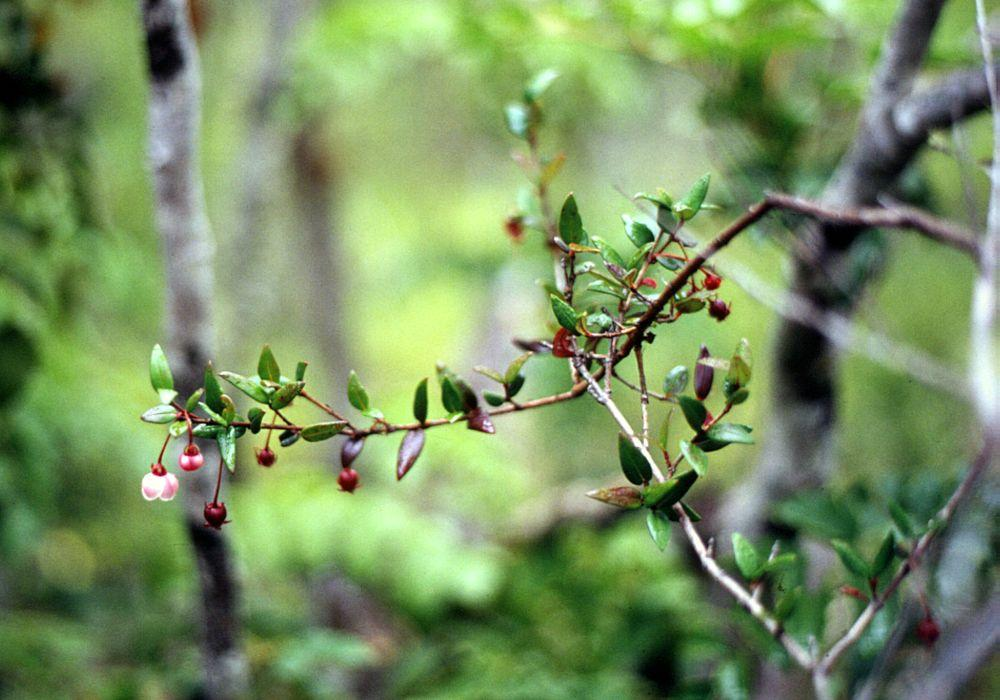
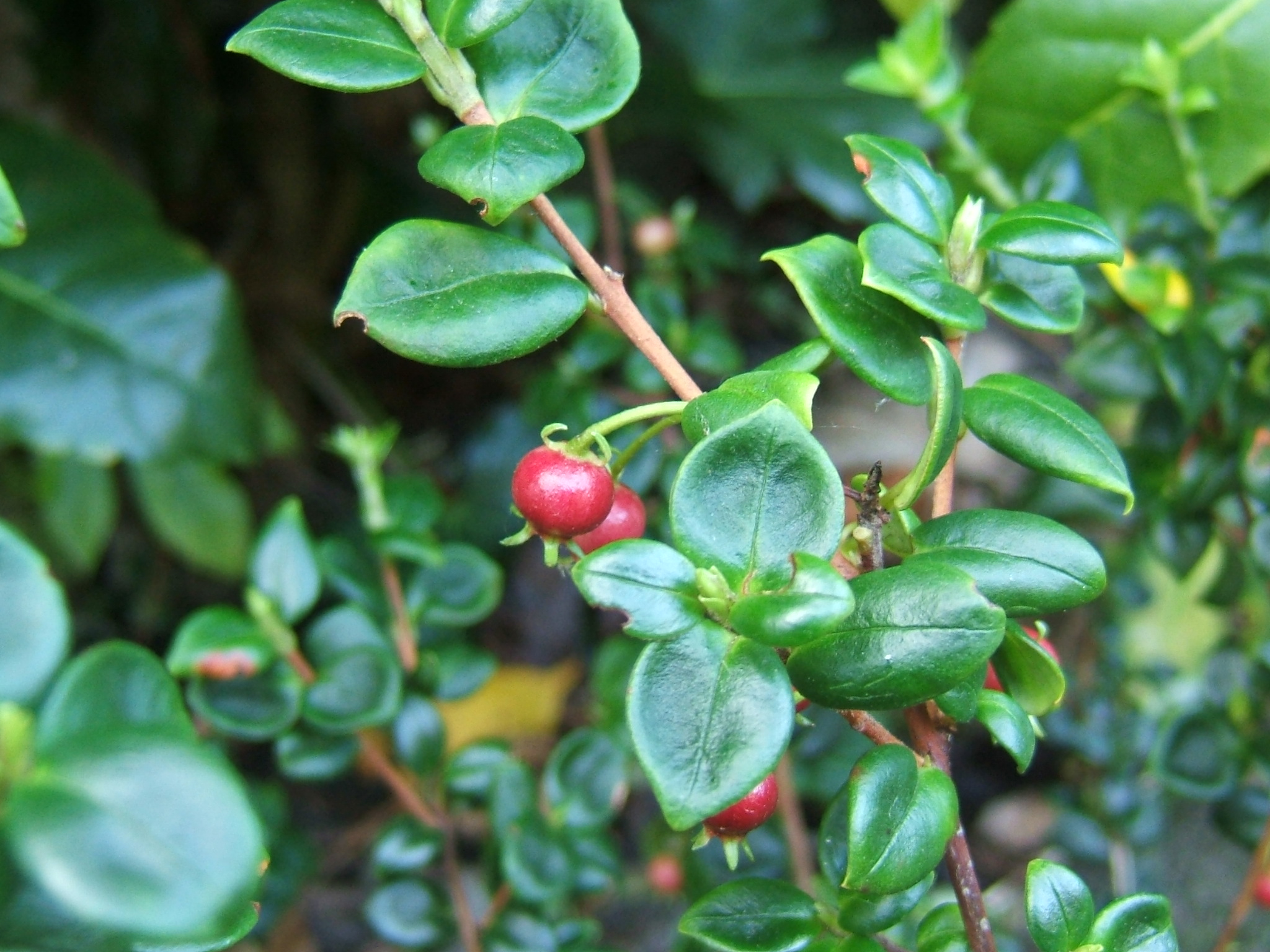
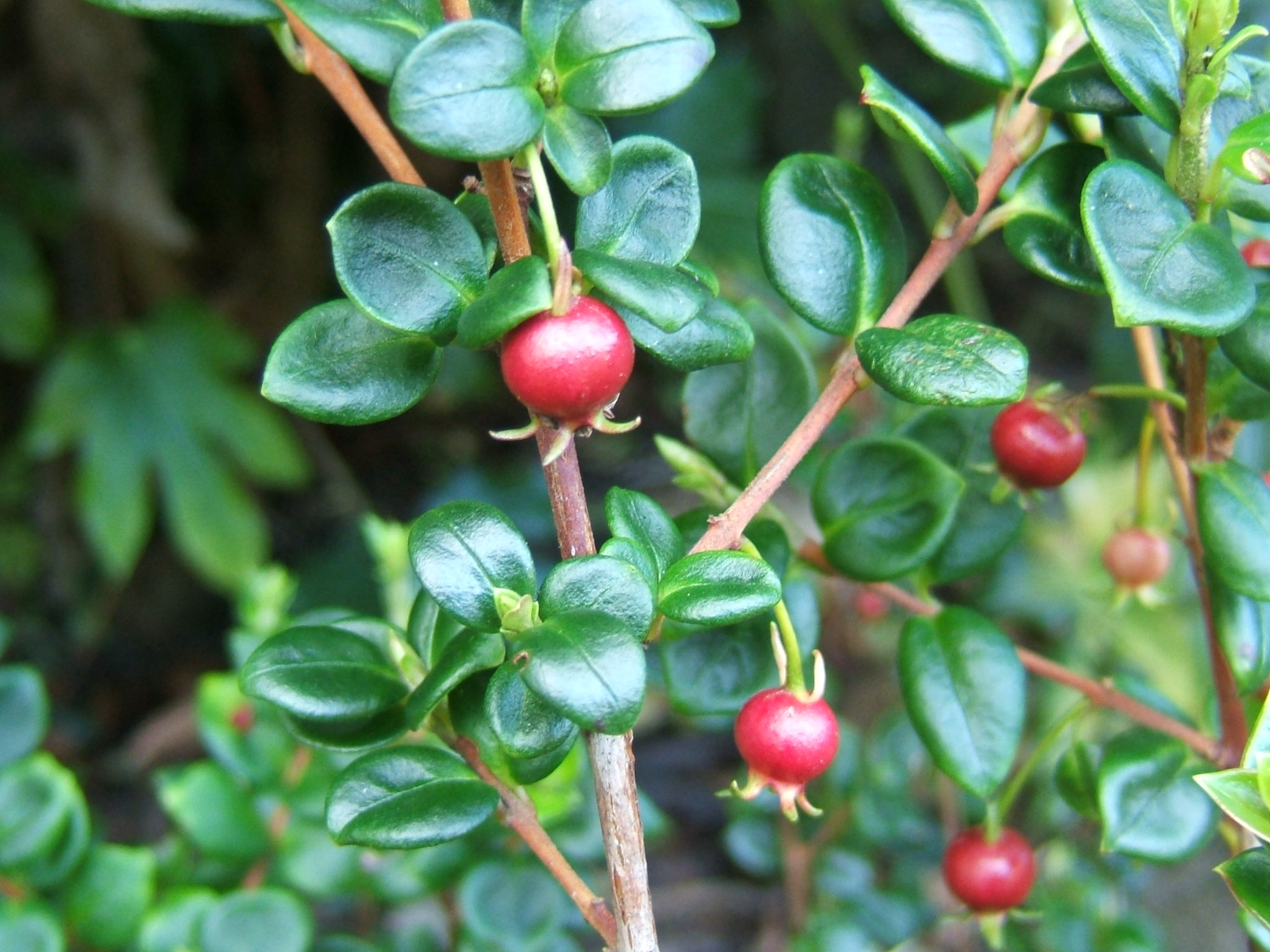
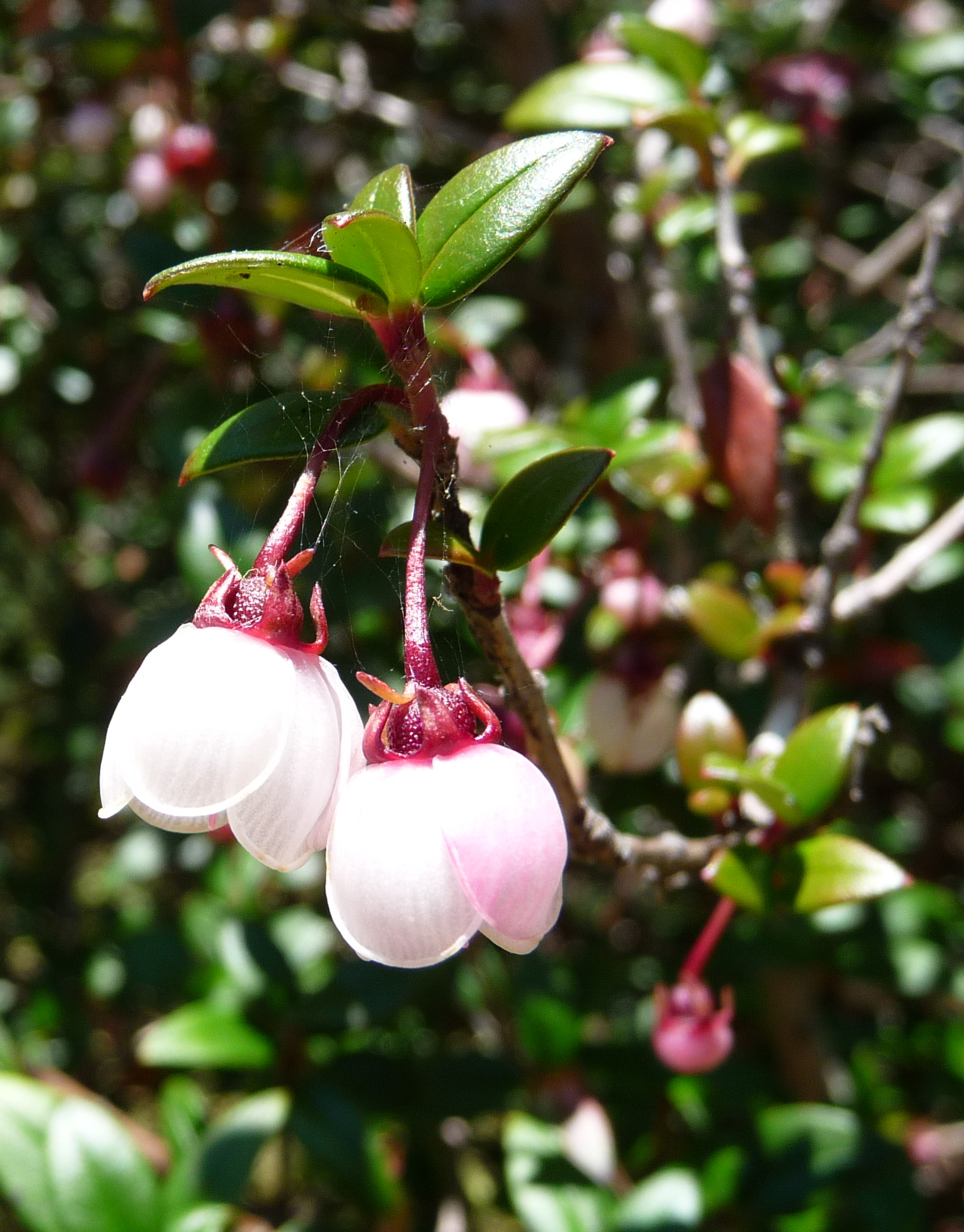
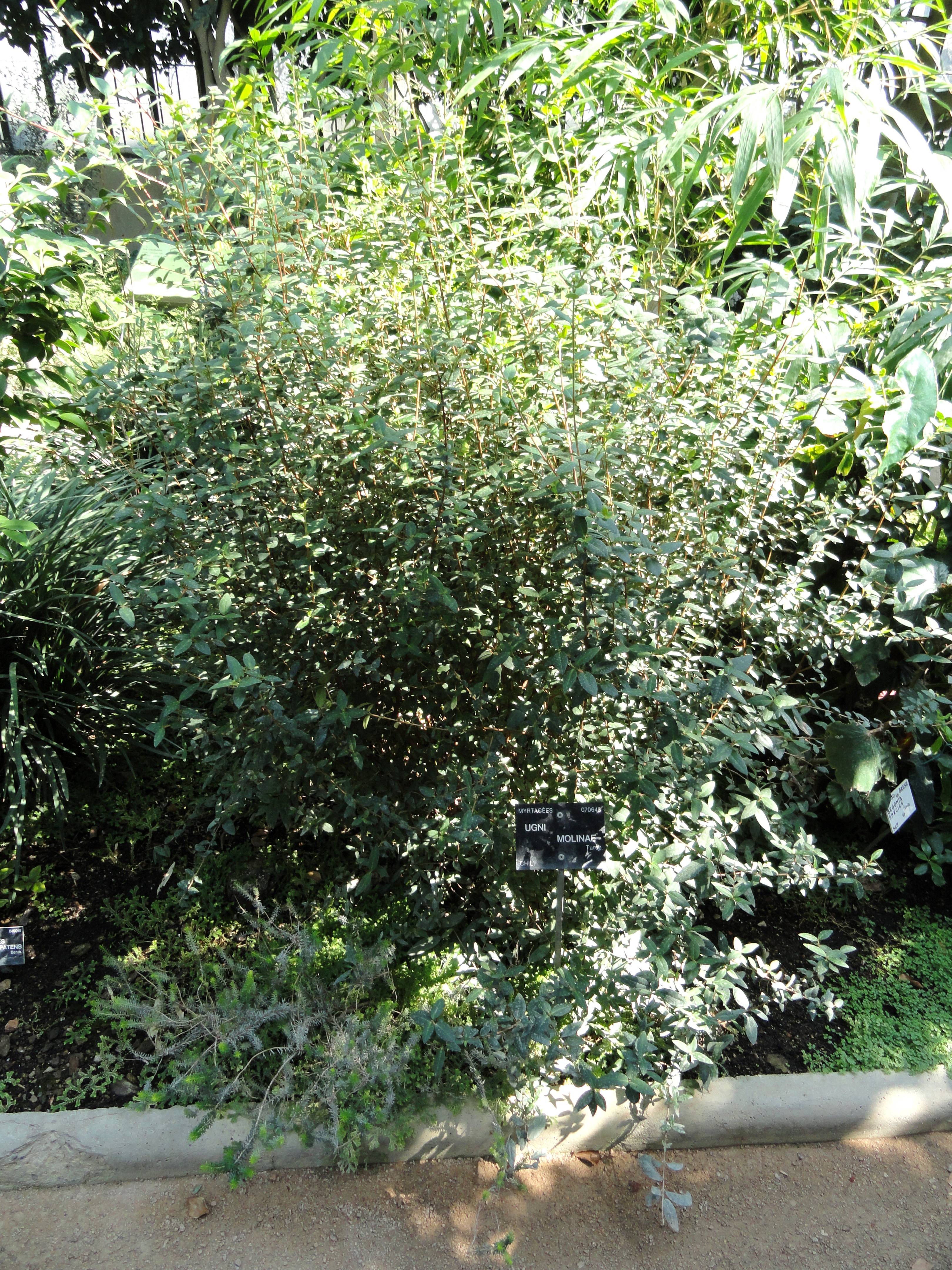